# Yapoutando
 (juillet 2018).
Si vous disposez d'ouvrages ou d'articles de référence ou si vous connaissez des sites web de qualité traitant du thème abordé ici, merci de compléter l'article en donnant les références utiles à sa vérifiabilité et en les liant à la section « Notes et références ».
 Yapoutando est un village situé dans la Préfecture de Bassar dans la Kara Région du nord-ouest du Togo.

## Géographie
Yapoutando est situé à environ 58 km de Bassar.

## Démographie
La population est formée majoritairement par l'ethnie Moba.